# Aleiodes aestuosus
Aleiodes aestuosus (лат.) — вид паразитических наездников из семейства Braconidae (Ichneumonoidea) отряда перепончатокрылые насекомые.
Палеарктика, в том числе, Россия, Малая Азия, Средняя Азия. Длина буровато-жёлтого тела менее 1 см, переднего крыла — 6,8 мм. Усики состоят из 49—56 флагелломеров.
Вид был впервые описан в 1863 году, а его валидный статус подтверждён в ходе ревизии, проведённой в 2020 году Корнелисом ван Ахтенбергом (Cornelis van Achterberg; Чжэцзянский университет, Ханчжоу, Китай), британцем Марком Шоу (Mark R. Shaw; National Museums of Scotland, Эдинбург, Великобритания) и Дональдом Куики (Donald L. J. Quicke; Chulalongkorn University, Бангкок, Таиланд). Включён в состав видовой группы Aleiodes apicalis group из подсемейства Rogadinae. Паразитируют на гусеницах бабочек из семейства Noctuidae (Lepidoptera) и окукливаются внутри их шкурки, которая, твердея, образует так называемую мумию.